# Puferki
Puferki (niem. Gruschkamühle) – miejscowość, stanowiąca część miasta Tarnowskie Góry, zlokalizowana na terenie dzielnicy Sowice.

## Lokalizacja
Puferki położone są w odległości ok. 2,5 km w linii prostej od centrum miasta. Obejmują kilkanaście domów znajdujących się wzdłuż ul. Grzybowej i przy ul. Wincentego Pola. Przez miejscowość przepływa rzeka Stoła.

## Historia i nazwa

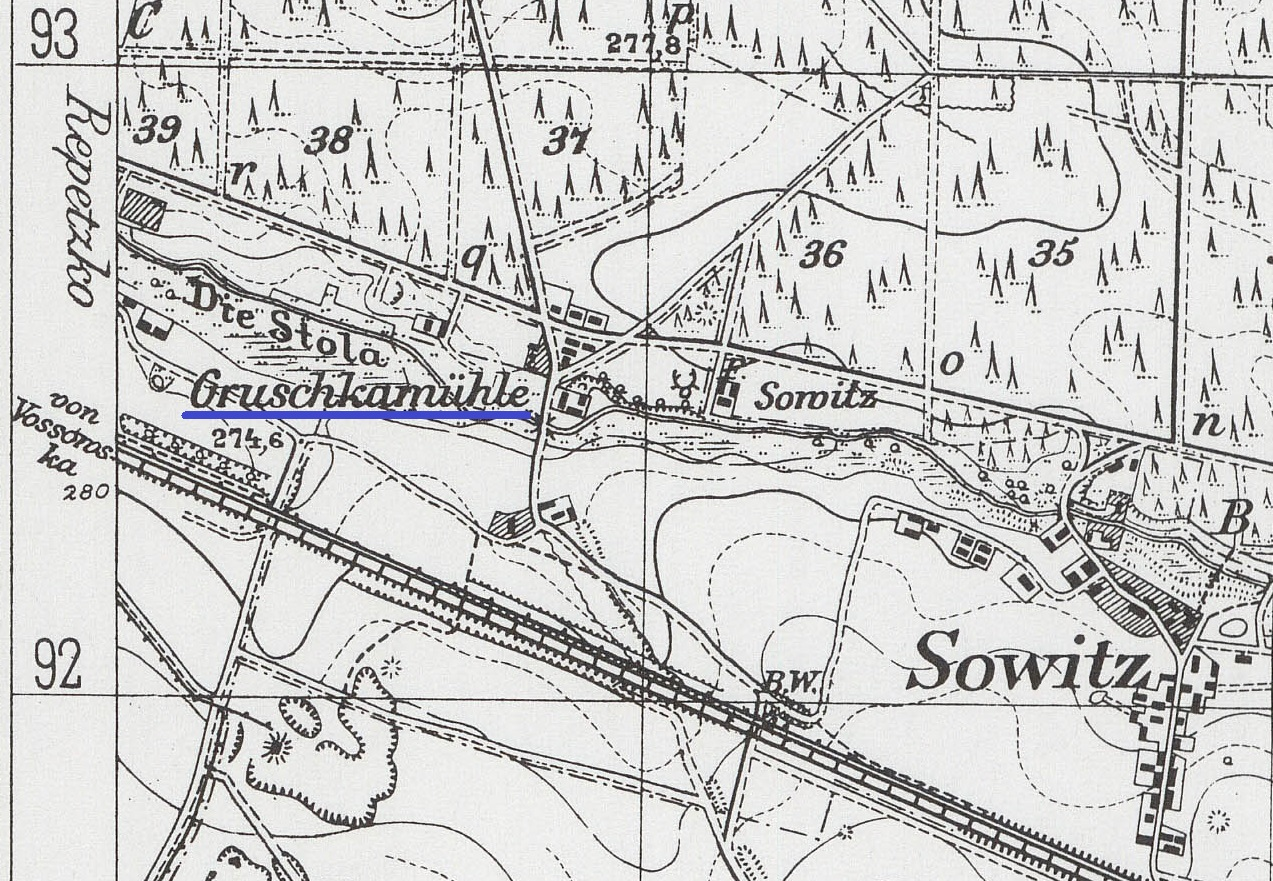
Sowice (niem. Sowitz) i Puferki (niem. Gruschkamühle; podkreślone na niebiesko) na fragmencie niemieckiej mapy Górnego Śląska z 1940 roku (na podstawie pruskiej mapy z 1883 roku)

Na rzece Stole przepływającej przez Puferki prawdopodobnie już od XV wieku istniał rozbudowany system stawów piętrzących wodę, przy których powstawały młyny, kuźnie oraz zakłady przeróbki urobku. Zajmowano się w nich rozbijaniem większych brył kruszcu na drobne kawałki. Tego typu zakłady nosiły w języku niemieckim nazwę Pochwerk, do której nawiązuje polska nazwa miejscowości. Urzędowa nazwa niemiecka Puferek brzmiała jednak Gruschkamühle i odnosiła się do nazwiska właściciela jednego z młynów założonych pod koniec XVIII wieku, po ustaniu na tym terenie działalności kuźniczej. Młyn taki, usytuowany nad Stołą w rejonie dzisiejszej ul. Wincentego Pola, zaznaczony był jeszcze na mapach WIG z lat 30. XX w.
Dr Marek Wroński utożsamia z Puferkami osadę Ruda, inaczej Hammer (od niemieckiego słowa oznaczającego ‘młot’), występującą po raz pierwszy w dokumencie z 15 kwietnia 1415 roku, w którym biskup krakowski Wojciech Jastrzębiec erygował parafię w Tarnowicach. Wcześniej Ruda oraz wsie: Tarnowice, Rybna, Pniowiec, Opatowice, Sowice i Lasowice należały do parafii w Reptach. Nazwa tej miejscowości mogła się odnosić do podmokłej łąki lub bagniska koloru rdzawego, znacznie bardziej prawdopodobne jednak jest odniesienie do miejsca wydobycia i/lub wytapiania rudy żelaza.
Historycznie oraz administracyjnie południowo-wschodnia część Puferek była częścią gminy Sowice (niem. Gemeinde Sowitz), natomiast północno-zachodnia część miejscowości wraz z sąsiednim Repeckiem przynależała do gminy Opatowice (Gemeinde Oppatowitz). W latach 1945–1954 miejscowości te były częścią gminy Strzybnica, w latach 1954–1958 – gromady Strzybnica, w latach 1958–1966 – osiedla Strzybnica, a w latach 1967–1975 – miasta Strzybnica, które w 1975 roku przyłączono do Tarnowskich Gór, a Repecko oraz cały obszar Puferek stały się częścią dzielnicy Sowice. 

### Archeologia

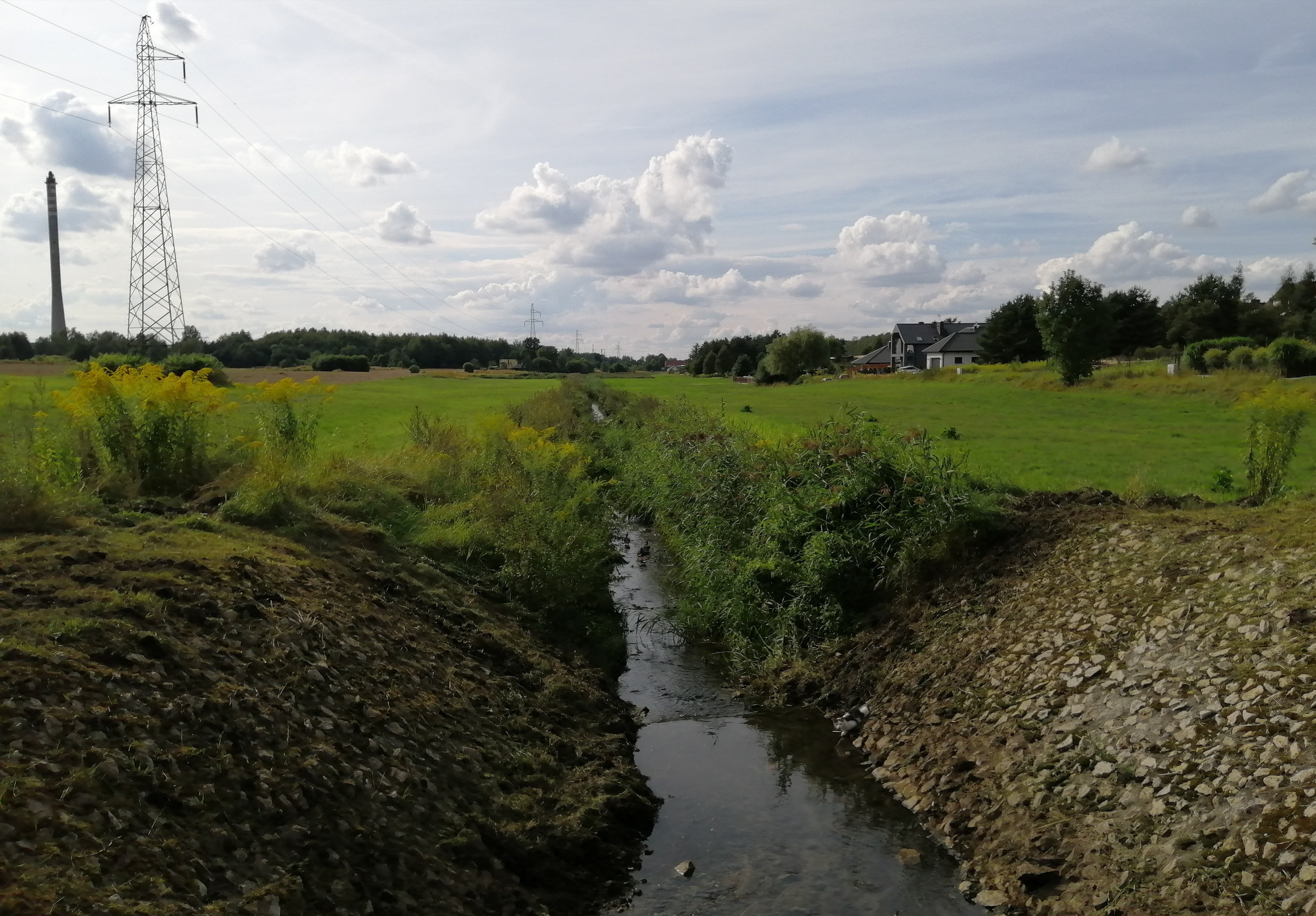
Dolina rzeki Stoły w Puferkach – miejsce wielu odkryć archeologicznych

Podczas prowadzonych w dolinie rzeki Stoły na terenie Puferek w latach 30. XX wieku prac wykopaliskowych archeolodzy odkryli pozostałości osady z epoki kamiennej oraz dwa ślady osadnictwa z epoki kamiennej i epoki brązu (AZP 94-46 nr 10-12 o współrzędnych: 50°27′53″N, 18°50′12″E; 50°27′52″N, 18°50′24″E oraz 50°27′50″N, 18°50′30″E). Odnalezione tam naczynia reprezentują kulturę łużycką.

## Komunikacja
Dojazd do Puferek od strony Sowic (od wschodu) i Strzybnicy (od zachodu) umożliwia ul. Grzybowa (stanowiąca fragment drogi powiatowej klasy Z nr 3290S), natomiast od strony centrum (od południa) prowadzi ul. Wincentego Pola (droga gminna klasy D nr 270 198 S).
Publiczny transport zbiorowy zapewnia Zarząd Transportu Metropolitalnego organizujący przewozy autobusowe na liniach 189, 671 i 736. Autobusy zatrzymują się na przystanku o nazwie Puferki.
Przez Puferki przebiega  Szlak Segiecki.